# Harry Halbreich

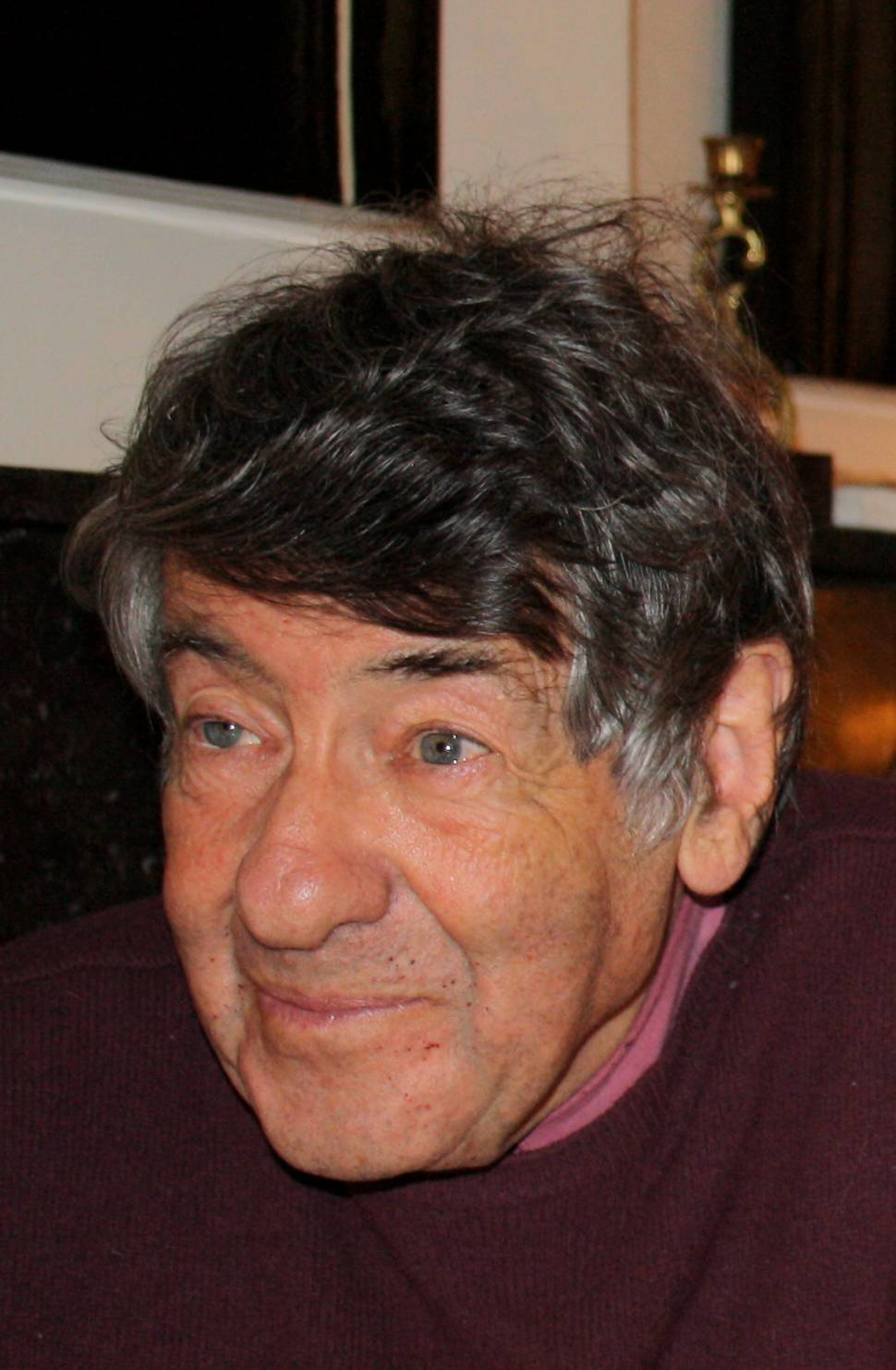
Harry Halbreich 2009.

Harry Halbreich, född 9 februari 1931 i Berlin, död 27 juni 2016 i Uccle, var en belgisk musikvetare.
Han studerade för Arthur Honegger och senare för Olivier Messiaen vid Conservatoire de Paris. 1970–76 var han lärare i musikanalys vid Musikkonservatoriet i Mons, Belgien.
Han är känd för ett antal böcker och artiklar om 1900-talsmusik, bland annat monografier över Olivier Messiaen, Claude Debussy, Arthur Honegger och Bohuslav Martinů. Han utarbetade verkförteckningar för Honegger och Martinů och deras verk brukar därför ibland ha en hänvisning till sitt H-nummer.